# Çavuldur

Das Zeichen der Çavuldur

Die Çavuldur waren ein oghusischer Stamm.
Mahmud al-Kāschgharī erwähnte sie unter dem Namen Çuvaldar als einen der 24 oghusischen Stämme. Als Totemtier hatten sie einen Gerfalken. Ihr Stammesname bedeutet im Alttürkischen berühmt oder angesehen.